# Violence latérale
Vous pouvez aider à l'améliorer ou bien discuter des problèmes sur sa page de discussion.
- Son texte doit être wikifié : il ne correspond pas à la mise en forme Wikipédia (style, typographie, liens internes, liens entre les wikis, etc.). (Marqué depuis juin 2025)
- Il n’est pas rédigé dans un style encyclopédique. (Marqué depuis juin 2025)
- Il est orphelin : moins de trois articles lui sont liés. Aidez à ajouter des liens en plaçant le code [[Violence latérale]] dans les articles relatifs au sujet. (Marqué depuis juin 2025)

La violence latérale est une violence déplacée, dirigée contre ses pairs plutôt que contre une hiérarchie, un système colonial ou oppresseur. Cette construction est un moyen d'expliquer la violence entre minorités dans les pays développés. C’est un cycle d’abus qui trouve ses racines dans des facteurs tels que: la colonisation, l’oppression, les traumatismes intergénérationnels et les expériences actuelles de racisme et de discrimination.  En Australie et au Canada, la violence latérale est largement considérée comme un modèle d'apprentissage intergénérationnel et un problème social majeur dans les communautés autochtones. En Australie, des sondages ont révélé que jusqu'à 95% des jeunes Autochtones avaient été témoins de violence latérale à la maison et que 95% des brimades subies par les Autochtones étaient perpétrées par d'autres Autochtones.
« La violence latérale se produit au sein de groupes marginalisés où les membres s'attaquent mutuellement à la suite du fait d'être eux-mêmes opprimés. Les opprimés deviennent leurs propres oppresseurs et ceux des leurs. Les comportements courants empêchant un changement positif de se produire sont les ragots, l'intimidation, le blâme, la traîtrise et l'évitement. »
— Kweykway Consulting
Les quasi-synonymes sont la violence horizontale, les conflits intra-raciaux et le colonialisme intériorisé.
En dehors du contexte racial, le terme est également utilisé pour expliquer l'intimidation au travail, bien que dans ce cas les circonstances soient différentes. La médecine a été identifiée comme un environnement de travail où il existe un sexisme qui relève de la violence latérale étant vécue par les infirmiers,.